# ホレイ・シーアーチ

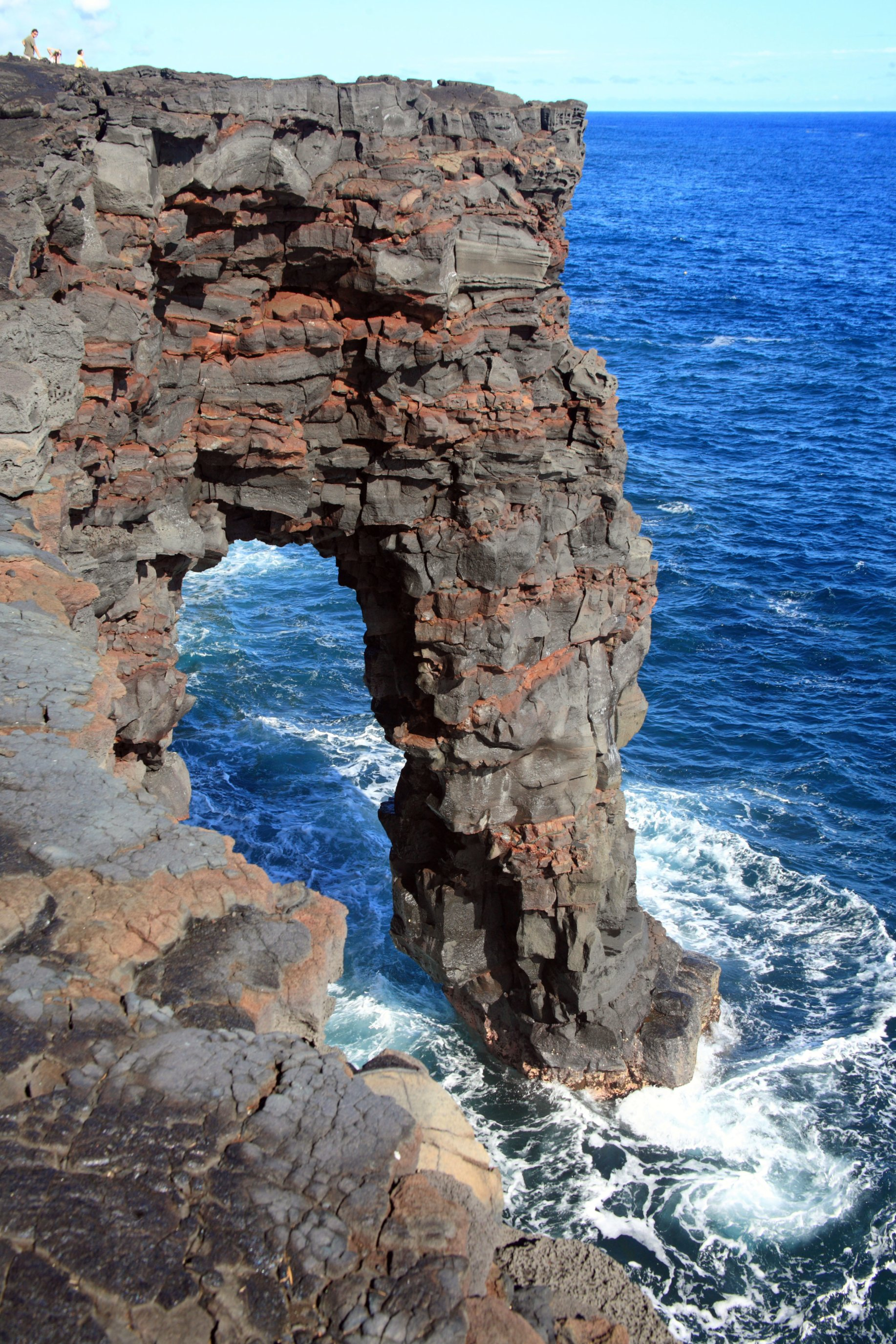
ホレイ・シーアーチ

ホレイ・シーアーチ（英語: Holei Sea Arch）米国ハワイ州ハワイ島のキラウエア火山の南の海岸にあり、27メートルの高さのシーアーチで、岩石がアーチに見える。この岩石は海洋侵食から生まれ、太平洋の波が溶岩崖を自然の橋として取り残している。名称は火山の斜面の上方の断崖であるホレイ・パリ（Holei Pali）の名前に由来している。
ハワイ島のハワイ火山国立公園に含まれていて、チェーン・オブ・クレーターズ・ロードの終点にあり、先には1983年以来噴火を繰り返しているプウ・オオ火口の溶岩流でできた断崖があり、それはこの国立公園の観光サイトになっている。

## 交通
キラウエア火山の主要カルデラのハレマウマウ火口からチェーン・オブ・クレーターズ・ロードで29キロメートル、車で45分で移動してアクセスできる。